# Корона Європи
Корона Європи — список найвищих вершин держав Європи, створений по аналогії з «Короною Землі» чи «Короною Гімалаїв».
Враховуються тільки ті вершини, що розташовані в Європі (в межах, визначених Міжнародною географічною унією). До уваги взято тільки ті вершини, які лежать в Європі, навіть в тому випадку, коли вони не є найвищими для певної держави. Наприклад, найвища гора Казахстану — Хан-Тенгрі (6995 м н.р.м.) розташована в Азії в горах Тянь-Шаню, в той час як найвищою вершиною, розташованою в європейській частині країни, є безіменна гірка з координатами 50о44’ півн. широти і 58о12’ східн. довготи.
| № пп. | Держава                    | Висота   | Вершина             |
| ----- | -------------------------- | -------- | ------------------- |
| 1     | Грузія Росія               | 5193     | Шхара               |
| 2     | Франція                    | 4810     | Монблан             |
| 3     | Італія                     | 4748     | Монблан             |
| 4     | Швейцарія                  | 4634     | Дюфур               |
| 5     | Азербайджан Росія          | 4466     | Базардюзю           |
| 6     | Австрія                    | 3798     | Ґросґлокнер         |
| 7     | Іспанія                    | 3479     | Муласен             |
| 8     | Німеччина                  | 2962     | Цугшпітце           |
| 9     | Андорра                    | 2942     | Кома-Педроса        |
| 10    | Болгарія                   | 2925     | Мусала              |
| 11    | Греція                     | 2918     | Митікас             |
| 12    | Словенія                   | 2864     | Триглав             |
| 13    | Албанія Північна Македонія | 2764     | Кораб               |
| 14    | Косово                     | 2656     | Джеравіца           |
| 15    | Словаччина                 | 2655     | Герлах              |
| 16    | Ліхтенштейн                | 2599     | Граушпіц            |
| 17    | Румунія                    | 2544     | Молдовяну           |
| 18    | Чорногорія                 | 2534     | Зла-Колата          |
| 19    | Польща                     | 2499     | Риси                |
| 20    | Норвегія                   | 2469     | Гальгепігген        |
| 21    | Боснія і Герцеговина       | 2386     | Маглич              |
| 22    | Португалія                 | 2351     | Піку                |
| 23    | Сербія                     | 2169     | Міджур              |
| 24    | Швеція                     | 2111     | Кебнекайсе          |
| 25    | Ісландія                   | 2110     | Кваннадальсхнʼюкюр  |
| 26    | Україна                    | 2061     | Говерла             |
| 27    | Росія                      | 1895     | Народна             |
| 28    | Хорватія                   | 1831     | Врх Дінаре          |
| 29    | Чехія                      | 1602     | Снєжка              |
| 30    | Велика Британія            | 1344     | Бен-Невіс           |
| 31    | Фінляндія                  | 1328     | Халті               |
| 32    | Ірландія                   | 1038     | Каррантуїлл         |
| 33    | Туреччина                  | 1031     | Маг'я Дажі          |
| 34    | Угорщина                   | 1014     | Кекеш               |
| 35    | Данія                      | 882      | Слаттаратіндур      |
| 36    | Сан-Марино                 | ok. 750  | Монте-Титано        |
| 37    | Бельгія                    | 694      | Сигнал де Ботранге  |
| 38    | Люксембург                 | 559      | Кнайфф              |
| 39    | Казахстан                  | 509      | без назви           |
| 40    | Молдова                    | 428      | Баланешти           |
| 41    | Білорусь                   | 345      | Дзержинська гора    |
| 42    | Голландія                  | 321      | Валсерберг          |
| 43    | Естонія                    | 318      | Суур-Мунамяґі       |
| 44    | Латвія                     | 311      | Гайзінькалнс        |
| 45    | Литва                      | 294      | Аукштояс            |
| 46    | Мальта                     | 253      | Та-Дмейрек          |
| 47    | Монако                     | вис. 200 | без назви           |
| 48    | Ватикан                    | 76       | Ватиканський пагорб |